# میکی اسپیلین
میکی اسپیلین (انگلیسی: Mickey Spillane; ۹ مارس ۱۹۱۸ – ۱۷ ژوئیهٔ ۲۰۰۶) یک نویسنده اهل محله بروکلین شهر نیویورک در ایالات متحده آمریکا بود.

## زندگی‌نامه
او خالق کارآگاه خصوصی مایک هامر بود او در آثارش خود را آدامس ادبیات آمریکایی می‌نامید.
وی اولین داستان خود را در ۱۹۴۶ میلادی منتشر نمود و به دنبال آن کتاب‌های زیادی به دنیای ادبیات اضافه نمود.

## مایک هامر
میکی اسپیلین خالق کارآگاه خصوصی سخت کوش و زیرک به نام مایک هامر بود و در سیزده رمان شخصیت این بارزس خصوصی را پرورش داد. این سیزده داستان کلاسیک او ۱۳۰ میلیون نسخه فروش نمود.
برخی رمان‌های این نویسنده با شخصیت اصلی مایک هامر تبدیل به فیلم سینمایی یا سریال تلویزیونی شده‌است.

## منتقدین ادبی
به گزارش گاردین : منتقدان ادبی برای رمانهای میکی اسپیلین ارزش زیادی قائل نبودند و آنها را انباشته از صحنه‌های خشونت‌آمیز تکراری می‌دانستند؛ اما در پاسخ به آنها می‌گفت. من برای منتقدان نمی‌نویسم؛ طرفدار هم ندارم؛ مشتری دارم و می‌دانید که مشتریان دوستان خوب آدم هستند
بی‌بی‌سی هم دربارهٔ او می‌نویسد: میکی اسپیلین در سال ۱۹۱۸ در ناحیه بروکلین شهر نیویورک به دنیا آمد، در استان نیوجرسی بزرگ شد و کار نویسندگی را با نوشتن قطعات کمدی شروع کرد. اما نوشته‌های او برای بسیاری از علاقه‌مندان داستانهای جنایی جذابیت زیادی داشت و با تیراژ بسیار بالایی منتشر می‌شد.